# Beatrix Isabela Bourbonská
Beatrix Isabela Bourbonská (Doña Beatriz Isabel Federica Alfonsa Eugénie Cristina Maria Teresia Bienvenida Ladislàa de Borbón y Battenberg; 22. června 1909, Segovia – 22. listopadu 2002, Řím) byla dcerou španělského krále Alfonsa XIII. a Viktorie z Battenbergu, manželkou Alessandra Torlonia, 5. knížete z Civitella-Cesi a tetou španělského krále Juana Carlose I.

## Dětství
Beatrix Isabela se narodila v královském paláci La Granja u Segovie jako třetí dítě španělského krále Alfonsa XIII. a Viktorie z Battenbergu. Jméno Beatrix dostala po své babičce z matčiny strany, Beatrix Sasko-Koburské, nejmladší dceři královny Viktorie; jméno Isabela po své pratetě, infantce Isabele, dceři Isabele II. Španělské; jméno Federica po Frederice Hannoverské, v jejím domě se zasnoubili její rodiče; Alfonsa po otci; Eugénie po francouzské císařovně Evženii, matčině kmotře; a jméno Cristina po babičce z otcovy strany.
Infantka Beatrix byla vychovávána mezi zdmi královského paláce v Madridu svými anglickými chůvami. Kromě španělštiny se učila také francouzsky a anglicky. Ona i její sourozenci mluvili anglicky s matkou a španělsky a otcem. Beatrix a její o dva roky mladší sestra Marie Cristina toužily po tom, aby mohly navštěvovat soukromou školu jako dcery šlechticů, které často navštěvovaly palác jako jejich dětské přítelkyně, podle španělských tradic však musely být infantky vzdělávány guvernantkami a soukromými učiteli. Učily se jazyky, historii, náboženství, hru na klavír a tanec. Jejich rodiče kladli velký důraz na venkovní cvičení a Beatrix se začala věnovat sportu. Byla velmi dobrá plavkyně, hrála tenis, golf a milovala jízdu na koni. V Madridu hrála v palácových zahradách a podnikala výlety na koni. V létě se rodina stěhovala do Palacio de la Magdalena u Santanderu, kde provozovala vodní sporty. Obě sestry také navštěvovaly svou anglickou babičku v Kensingtonském paláci.

## Mládí
Ve 20. letech 20. století Beatrix se sestrou Cristinou předsedala řadě oficiálních schůzí při řízení různých institucí a sponzorských akcí. Mimo jiné se zapojovaly do ochrany zvířat. Beatrix se sestrou absolvovala ošetřovatelské kurzy, dvakrát týdně od devíti hodin ráno do jedné odpoledne a od tří do sedmi hodin večer pomáhaly Mezinárodnímu červenému kříži v Madridu. Beatrix byla předsedkyní Červeného kříže v San Sebastiánu, kde pracovala během prázdnin královské rodiny. Dvě infantky, vždy elegantně oblečené, vypadaly odlišně; jedna byla blondýna a druhá měla vlasy tmavé. Beatrix, která byla podobná svým španělským příbuzným, byla bruneta, vysoká a štíhlá jako její otec. Její oficiální debut ve společnosti proběhl v roce 1927 na dvorním plese v královském paláci. Mezi jejími přáteli byli vévodové z Alby, Fernán Nuñez a Aveyro. Její život ovlivnil stín hemofilie: její nejstarší bratr byl hemofilik, stejně jako ten nejmladší. Její druhý bratr Jakub byl hluchý a pouze třetí bratr Jan byl úplně zdravý.
V roce 1929 Beatrix oslavila dvacáté narozeniny. Zamilovala se do Miguela Prima de Rivera y Sáenz de Heredia, nejmladšího syna Miguela Prima de Rivery, který byl od roku 1923 do listopadu 1930 španělským premiérem s diktátorskými pravomocemi. Byli viděni na společných vyjížďkách na koni, ale sňatek mezi nimi byl vyloučen. Když diktátor přišel na jejich románek, poslal syna do zahraničí. Protože Beatrix a její sestra mohly být nositelkami hemofilie jako jejich matka, následoval král Alfons XIII. jen nerad tradici hledání jejich manželů mezi katolickými královskými princi. Stálými společníky obou sester byli jejich bratranci Alvaro, Alonso a Ataúlfo de Orleans y Borbón, tři synové infanta Alfonsa, vévody z Galliery. Očekávalo se, že se Beatrix provdá za Alonsa a Marie Cristina za Alvara, z těchto plánů však sešlo,, když bouřlivá politická situace ve Španělsku změnila jejich životy.

## Exil
Podpora, kterou dal král diktatuře Rivery, jej zdiskreditovala. Volby 12. dubna 1931 dopadly pro monarchii nepříznivě. O dva dny později byla vyhlášena Druhá Španělská republika. Král Alfons postrádal podporu vojenských sil a cítil se povinen opustit téhož dne zemi, ale neabdikoval, doufal, že bude povolán zpět na trůn. Na radu podporovatelů královna se svými dětmi, kromě Dona Jana, který byl na misi se španělským námořnictvem, odjela autem z královského paláce do El Escorialu, odkud odjeli vlakem do Francie.
První dům královské rodiny v exilu byl v Hôtelu Meurice v Paříži. Brzy se rodina odstěhovala do soukromého křídla hotelu Savoy ve Fontainebleau. Dvakrát týdně obě infantky s matkou autem nebo s dvorní dámou vlakem navštěvovaly Paříž. Čas v Paříži trávily ve škole jezdectví nebo hraním tenisu s přáteli. Manželství jejich rodičů bylo nešťastné a manželé ve Španělsku žili odděleně. V exilu se pár natrvalo rozešel. Královna Evženie se odstěhovala do Londýna a později do Lausanne ve Švýcarsku a obě infantky žily nějaký čas s ní. Král Alfons se v roce 1933 odstěhoval do Rapalla, kam se Beatrix se sestrou přestěhovaly za ním, ve Švýcarsku příliš izolované. Na naléhání dcer se přestěhoval do Říma a pronajal si tam dům. Beatrix se sestrou se spřátelily se členy italské královské rodiny a rychle se přizpůsobily životu v Římě.
V roce 1934 se stala tragédie. Beatrix, která trávila letní dovolenou v Pörtschach am Wörthersee v Rakousku, řídila auto, v němž jel její bratr Gonzalo jako pasažér. Když se pokoušela vyhnout cyklistovi, nabourala do zdi. Zpočátku nevypadala nehoda vážně, ale hemofilik Gonzalo utrpěl vnitřní krvácení a v brzkých hodinách následujícího dne, 13. srpna 1934, zemřel.

## Manželství a potomci
V době bratrovy smrti se Beatrix těšila na svou svatbu. Během návštěvy Ostie se seznámila s italským šlechticem Alessandrem Torloniou, 5. knížetem z Civitella-Cesi. Torlonia, který v roce 1933 zdědil rozlehlé statky, byl synem Marina Torlonii, 4. knížete z Civitella-Cesi a americké dědičky Mary Elsie Moore. Jeho rodina získala v 18. a 19. století jmění spravováním financí Vatikánu a v roce 1803 obdržela od papeže Pia VII. titul knížete z Civitella-Cesi. Přestože byl Don Alessandro knížetem, nenáležel k žádné vládnoucí nebo dříve vládnoucí dynastii, takže bylo jejich manželství morganatické a Beatrix se musela vzdát svých práv na španělský trůn. Alfons XIII. si uvědomoval, že hrozba hemofilie a jejich situace v exilu nedává jeho dcerám mnoho možností najít si královského manžela, a tak dal k tomuto sňatku souhlas.
Svatba se konala 14. ledna 1935 v kostele Il Gesù, Beatrix měla dvacet sto dlouhou vlečku a čelenku z pomerančových květů, která jí držela závoj na místě. Svatba proběhla za přítomnosti krále Alfonsa, krále a královny Itálie a dalších 52 princů královské krve. Tisíce Španělů odcestovalo při této příležitosti ze Španělska, aby vyjádřily podporu sesazené královské rodině. Královna Viktorie Evženie ani starší bratr Beatrix, Alfons, se všk svatby kvůli špatným vztahům s králem neúčastnili. Po obřadu byl mladý pár přijat papežem Piem XI.
Infantka Beatrix Španělská, kněžna z Civitella-Cesi, měla se svým manželem Alessandrem čtyři děti:
- Doña Sandra Torlonia z Civitella-Cesi (14. února 1936 – 31. prosince 2014)
- Don Marco Torlonia, 6. kníže Civitella-Cesi (2. července 1937 – 5. prosince 2014)
- Don Marino Torlonia z Civitella-Cesi (13. prosince 1939 – 28. prosince 1995)
- Doña Olimpia Torlonia z Civitella-Cesi (27. prosince 1943)

## Pozdější život
Beatrix se s manželem usadila v Palazzo Torlonia, městském raně renesančním domě ze 16. století na Via della Conciliazione v Římě. Král Alfons XIII. v roce 1941 zemřel a jak se situace v Itálii během druhé světové války horšila, připojila se Beatrix s rodinou k sourozencům v Lausanne a zbytek války strávila v blízkosti své matky. o válce se infantka vrátila do Itálie, kde bydlela po zbytek života.
V roce 1950, zatímco pobývala se svým bratrem Janem v portugalském Estorilu, získala od Francesco Franca oprávnění k návštěvě Španělska. Do rodného Španělska se poprvé od svého odjezdu do exilu vrátila 25. srpna 1950, asi po dvaceti letech. S manželem a dcerou Sandrou přijela z Lisabonu. Zabydleli se v hotelu Ritz v Madridu a navštívili palác la Granja, kde se infantka Beatrix narodila, a baziliku Panny Marie na Sloupu v Zaragoze. Infantka Beatrix byla ve Španělsku přijata s takovými projevy podpory monarchie, že ačkoliv plánovala delší návštěvu, vláda jí po pouhém týdnu poskytla dvacet čtyři hodin na odchod ze země.
Třebaže se rodina snažila sjednat Sandřin sňatek s králem Baudouinem Belgickým, vyvolala dcera znepokojení rodičů, když se v roce 1958 provdala za Clementa Lequia, vdovce se synem, který v roce 1963 obdržel od krále Umberta II. titul "hrabě Lequio di Assaba". Sandra měla s Lequiem syna a dceru. Lequio zemřel v roce 1971 pádem z vyššího patra jejich domu v Turíně.
Jejich syn Alessandro Lequio se v roce 1991 odstěhoval do Španělska, kde nakonec začal pracovat pro automobilku FIAT. Oženil se s italskou modelkou Antoniou Dell’Atte, ženou, která byla na konci 80. let 20. století múzou Giorgia Armaniho. Alessandro Lequio se stal rychle favoritem španělské smetánky a když si po rozvodu terčem bulváru, když si začal s Anou Obregón, španělskou herečkou a televizní moderátorkou.
Nejstarší syn infantky Beatrix, Marco, se třikrát oženil a měl tři děti, každé z jednoho manželství. Jeho nejstarší syn Don Giovanni Torlonia je známým návrhářem.
Infantčin druhý syn Marino zemřel svobodný v roce 1995 v souvislosti s onemocněním HIV.
Nejmladší dítě, dcera Olimpia, se v roce 1965 provdala za Paula-Annicka Weillera (1933–1998), prvního syna pilota Paula-Louise Weillera z rodiny Javal. Narodilo se jim šest dětí, včetně Sibyly Lucemburské, manželky Guillauma Lucemburského, syna velkovévody Jana Lucemburského.
Infantka Beatrix milovala Španělsko a podporovala nároky bratra Jana na trůn. V roce 1962 se zúčastnila v Athénách svatby svého synovce Juana Carlose s princeznou Sofií Řeckou. Zlomenina stehenní kosti, kterou Beatrix utrpěla v roce 1973, se nikdy zcela nezahojila, což ovlivnilo její pohyblivost. Její křehké zdraví jí nedovolilo se s rodinou zúčastnit nástupu na trůn Juana Carlose I., svatby infantky Eleny a Cristiny nebo oslav navrácení ostatků jejích rodičů a sourozenců, kteří zemřeli v exilu, do Španělska. Infantka Beatrix však nejenže přežila všechny své sourozence, ale také znovu v roce 1998 navštívila Španělsko a palác la Granja. V roce 1999 infantka poskytla rozhovor časopisu ¡Hola!, kde hovořila o svém životě a o životě královské rodiny v exilu. Naposledy navštívila Španělsko v roce 2001 a vrátila se do Palacio de la Magdalena u Santanderu, kde trávila 17 let letní prázdniny až do roku 1930.
Infantka Beatrix zemřela v domě v Palazzo Torlonia v Římě 22. listopadu 2002 ve věku 93 let a 5 měsíců. Byla posledním žijícím dítětem krále Alfonsa XIII. a posledním žijícím vnoučetem Alfonsa XII.

## Vyznamenání
- Španělsko: Řád královny Marie Luisy

## Erby

Heraldika infantky Beatrix Španělské
Erb před sňatkem
Erb jako kněžny z Civitella-Cesi
Erb, který používaly za vlády krále Juana Carlose

## Vývod z předků
|                            |                                              |  |                     |                                     |  |  |  |  |  |  |  | František de Paula Cádizský |
|                            |                                              |  |                     |                                     |  |  |  |  |  |  |  |                             |
|                            | František Cádizský                           |  |                     |                                     |  |  |  |  |  |  |  |                             |
|                            |                                              |  |                     |                                     |  |  |  |  |  |  |  |                             |
|                            |                                              |  |                     | Luisa Šarlota Neapolsko-Sicilská    |  |  |  |  |  |  |  |                             |
|                            |                                              |  |                     |                                     |  |  |  |  |  |  |  |                             |
|                            | Alfons XII.                                  |  |                     |                                     |  |  |  |  |  |  |  |                             |
|                            |                                              |  |                     |                                     |  |  |  |  |  |  |  |                             |
|                            |                                              |  |                     | Ferdinand VII.                      |  |  |  |  |  |  |  |                             |
|                            |                                              |  |                     |                                     |  |  |  |  |  |  |  |                             |
|                            | Isabela II. Španělská                        |  |                     |                                     |  |  |  |  |  |  |  |                             |
|                            |                                              |  |                     |                                     |  |  |  |  |  |  |  |                             |
|                            |                                              |  |                     | Marie Kristýna Neapolsko-Sicilská   |  |  |  |  |  |  |  |                             |
|                            |                                              |  |                     |                                     |  |  |  |  |  |  |  |                             |
|                            | Alfons XIII.                                 |  |                     |                                     |  |  |  |  |  |  |  |                             |
|                            |                                              |  |                     |                                     |  |  |  |  |  |  |  |                             |
|                            |                                              |  |                     | Karel Ludvík Rakousko-Těšínský      |  |  |  |  |  |  |  |                             |
|                            |                                              |  |                     |                                     |  |  |  |  |  |  |  |                             |
|                            | Karel Ferdinand Rakousko-Těšínský            |  |                     |                                     |  |  |  |  |  |  |  |                             |
|                            |                                              |  |                     |                                     |  |  |  |  |  |  |  |                             |
|                            |                                              |  |                     | Jindřiška Nasavsko-Weilburská       |  |  |  |  |  |  |  |                             |
|                            |                                              |  |                     |                                     |  |  |  |  |  |  |  |                             |
|                            | Marie Kristýna Rakouská                      |  |                     |                                     |  |  |  |  |  |  |  |                             |
|                            |                                              |  |                     |                                     |  |  |  |  |  |  |  |                             |
|                            |                                              |  |                     | Josef Habsbursko-Lotrinský          |  |  |  |  |  |  |  |                             |
|                            |                                              |  |                     |                                     |  |  |  |  |  |  |  |                             |
|                            | Alžběta Františka Marie Habsbursko-Lotrinská |  |                     |                                     |  |  |  |  |  |  |  |                             |
|                            |                                              |  |                     |                                     |  |  |  |  |  |  |  |                             |
|                            |                                              |  |                     | Marie Dorotea Württemberská         |  |  |  |  |  |  |  |                             |
|                            |                                              |  |                     |                                     |  |  |  |  |  |  |  |                             |
| Beatrix Isabela Bourbonská |                                              |  |                     |                                     |  |  |  |  |  |  |  |                             |
|                            |                                              |  |                     |                                     |  |  |  |  |  |  |  |                             |
|                            |                                              |  | Ludvík II. Hesenský |                                     |  |  |  |  |  |  |  |                             |
|                            |                                              |  |                     |                                     |  |  |  |  |  |  |  |                             |
|                            | Alexandr Hesensko-Darmstadtský               |  |                     |                                     |  |  |  |  |  |  |  |                             |
|                            |                                              |  |                     |                                     |  |  |  |  |  |  |  |                             |
|                            |                                              |  |                     | Vilemína Luisa Bádenská             |  |  |  |  |  |  |  |                             |
|                            |                                              |  |                     |                                     |  |  |  |  |  |  |  |                             |
|                            | Jindřich z Battenbergu                       |  |                     |                                     |  |  |  |  |  |  |  |                             |
|                            |                                              |  |                     |                                     |  |  |  |  |  |  |  |                             |
|                            |                                              |  |                     | Jan Mořic Hauke                     |  |  |  |  |  |  |  |                             |
|                            |                                              |  |                     |                                     |  |  |  |  |  |  |  |                             |
|                            | Julie von Hauke                              |  |                     |                                     |  |  |  |  |  |  |  |                             |
|                            |                                              |  |                     |                                     |  |  |  |  |  |  |  |                             |
|                            |                                              |  |                     | Sophie Lafontaine                   |  |  |  |  |  |  |  |                             |
|                            |                                              |  |                     |                                     |  |  |  |  |  |  |  |                             |
|                            | Viktorie z Battenbergu                       |  |                     |                                     |  |  |  |  |  |  |  |                             |
|                            |                                              |  |                     |                                     |  |  |  |  |  |  |  |                             |
|                            |                                              |  |                     | Arnošt I. Sasko-Kobursko-Gothajský  |  |  |  |  |  |  |  |                             |
|                            |                                              |  |                     |                                     |  |  |  |  |  |  |  |                             |
|                            | Albert Sasko-Kobursko-Gothajský              |  |                     |                                     |  |  |  |  |  |  |  |                             |
|                            |                                              |  |                     |                                     |  |  |  |  |  |  |  |                             |
|                            |                                              |  |                     | Luisa Sasko-Gothajsko-Altenburská   |  |  |  |  |  |  |  |                             |
|                            |                                              |  |                     |                                     |  |  |  |  |  |  |  |                             |
|                            | Beatrix Sasko-Koburská                       |  |                     |                                     |  |  |  |  |  |  |  |                             |
|                            |                                              |  |                     |                                     |  |  |  |  |  |  |  |                             |
|                            |                                              |  |                     | Eduard August Hannoverský           |  |  |  |  |  |  |  |                             |
|                            |                                              |  |                     |                                     |  |  |  |  |  |  |  |                             |
|                            | Královna Viktorie                            |  |                     |                                     |  |  |  |  |  |  |  |                             |
|                            |                                              |  |                     |                                     |  |  |  |  |  |  |  |                             |
|                            |                                              |  |                     | Viktorie Sasko-Kobursko-Saalfeldská |  |  |  |  |  |  |  |                             |
|                            |                                              |  |                     |                                     |  |  |  |  |  |  |  |                             |